# Giacomo Nizzolo
Giacomo Nizzolo (Milán, Lombardía, 30 de enero de 1989) es un ciclista profesional italiano que debutó como profesional con el equipo Leopard Trek en 2011. Desde 2024 milita en el Q36.5 Pro Cycling Team. Se destaca como esprínter y ha sido a lo largo de su carrera dos veces campeón de Italia y una vez campeón de Europa.

## Palmarés
2011
- 1 etapa de la Vuelta a Baviera

2012
- Tour de Valonia, más 1 etapa
- 1 etapa del Eneco Tour
- 1 etapa del Tour de Poitou-Charentes

2013
- 2 etapas del Tour de Luxemburgo

2014
- 1 etapa del Tour de San Luis
- 1 etapa del Tour de Valonia

2015
- Gran Premio Nobili Rubinetterie-Coppa Papà Carlo-Coppa Città di Stresa
- Clasificación por puntos del Giro de Italia

2016
- 2 etapas del Tour de Croacia
- Clasificación por puntos del Giro de Italia
- G. P. Kanton Aargau
- Campeonato de Italia en Ruta
- Coppa Bernocchi
- Giro del Piemonte
- 1 etapa del Tour de Abu Dhabi

2018
- 1 etapa de la Vuelta a San Juan[1]

2019
- 1 etapa del Tour de Omán
- 1 etapa del Tour de Eslovenia
- 1 etapa de la Vuelta a Burgos

2020
- 1 etapa del Tour Down Under
- 1 etapa de la París-Niza
- Campeonato de Italia en Ruta
- Campeonato Europeo en Ruta

2021
- Clásica de Almería
- 1 etapa del Giro de Italia
- Circuito de Guecho

2022
- 1 etapa de la Vuelta a Castilla y León

2023
- Tro Bro Leon

2024
- 1 etapa del Tour de Sibiu

## Resultados en Grandes Vueltas y Campeonatos del Mundo
Durante su carrera deportiva ha conseguido los siguientes puestos en las Grandes Vueltas y en los Campeonatos del Mundo:
| Carrera         | Carrera         | 2011 | 2012  | 2013  | 2014  | 2015  | 2016  | 2017 | 2018  | 2019 | 2020 | 2021 | 2022 | 2023 | 2024 |
| --------------- | --------------- | ---- | ----- | ----- | ----- | ----- | ----- | ---- | ----- | ---- | ---- | ---- | ---- | ---- | ---- |
|                 | Giro de Italia  | —    | 130.º | 130.º | 141.º | 137.º | 110.º | Ab.  | —     | Ab.  | —    | Ab.  | Ab.  | —    | —    |
|                 | Tour de Francia | —    | —     | —     | —     | —     | —     | —    | —     | Ab.  | Ab.  | —    | —    | —    | —    |
|                 | Vuelta a España | —    | —     | —     | —     | —     | —     | —    | 140.º | —    | —    | —    | —    | —    | —    |
| Mundial en Ruta | Mundial en Ruta | —    | —     | —     | —     | 18.º  | 5.º   | —    | —     | —    | —    | 15.º | —    | —    | —    |

—: no participa

Ab.: abandono

## Equipos
- Leopard/Radioshack/Trek (2011-2018)
  - Leopard-Trek (2011)
  - Radioshack-Nissan (2012)
  - Radioshack Leopard (2013)
  - Trek Factory Racing (2014-2015)
  - Trek-Segafredo (2016-2018)
- Dimension Data/NTT/Qhubeka (2019-2021)
  - Dimension Data (2019)
  - NTT Pro Cycling (2020)
  - Team Qhubeka ASSOS (01.2021-06.2021)
  - Team Qhubeka NextHash (06.2021-12.2021)
- Israel-Premier Tech (2022-2023)
- Q36.5 Pro Cycling Team (2024-)